# سه پدرخوانده
سه پدرخوانده (انگلیسی: 3 Godfathers) فیلمی وسترن به کارگردانی جان فورد است که در سال ۱۹۴۸ منتشر شد.

## بازیگران
- جان وین
- پدرو آرمنداریز
- هری کری جونیور
- وارد باند
- میلدرد ناتویک
- جین دارول
- می مارش
- بن جانسون
- ریچارد هیجمن
- گای کیبی
- هنک وردن
- چارلز هالتون
- جک پنیک
- ایوا نواک
- جک کرتیس